# Барабанна струна
Барабанна струна (лат. chorda tympani), або парасимпатичний корінець піднижньощелепного вузла (лат. radix parasympathica ganglii submandibulares) — парасимпатична гілка лицевого нерва (VII пара черепних нервів). Виконує дві важливі функції — іннервує піднижньощелепну та під'язикову слинні залози і передає смакові імпульси від передніх двох третіх язика.

## Анатомія
Барабанна струна в своєму складі має волокна, які належать двом ядрам — верхньому слиновидільному (лат. nucleus salivatorius superior) та ядру одинокого шляху (лат. nucleus tracti solitarii). Від верхнього слиновидільного ядра відходять аксони, які спочатку виходять у складі так званого проміжного нерва (лат. nervus intermedius). Тоді після входу у внутрішній слуховий отвір та перед входом в канал лицевого нерва, ці волокна долучаються до основного стовбура, проходять транзитом через колінчастий вузол (лат. ganglion geniculum)і перед тим, як основний стовбур покине лицевий канал, відходять у вигляді власне барабанної струни. Барабанна струна через каналець барабанної струни (лат. canaliculis chordae tympani) потрапляє в барабанну порожнину, де, покрита слизовою оболонкою, проходить між ручкою молоточка та довгою ніжкою коваделка. Опісля виходить з барабанної порожнини та прямує до язикового нерва (лат. nervus lingualis), який є гілкою нижньощелепного нерва. Таким чином передвузлові парасимпатичні волокна від верхнього слиновидільного ядра доходять до піднижньощелепного вузла (лат. ganglion submandibulare), де вони переключаються на завузлові волокна, які іннервують органи-мішені (великі та дрібні залози в районі нижньої щелепи та язика).
Та порція волокон, яка відходить від ядра одинокого шляху має такий же шлях, як і попередні волокна, за винятком того, що вони утворюють синапси у колінчастому вузлі, а у дистальному відділі доходять до смакових цибулин.

## Функція
Барабанна струна забезпечує сприйняття смаку від двох передніх третин язика та спричинює слиновиділення з під'язикової, піднижньощелепної та ряду малих слинних залоз.

## Пошкодження
У разі пошкодження всі вище перелічені функції будуть випадати.